# Сейль-Вуста
Сейль-Ву́ста (Сейль-Ууста) — невеликий піщаний острів в Червоному морі в архіпелазі Дахлак, належить Еритреї, адміністративно відноситься до району Дахлак регіону Семіен-Кей-Бахрі.

## Географія
Розташований на захід від острова Ісра-Ту. Має видовжену зі сходу на захід форму. Довжина 720 м, ширина до 110 м. На відміну від сусідніх островів Сейль-Вуста звільнений від коралових рифів.